# Calofulcinia oxynota
Calofulcinia oxynota är en bönsyrseart som beskrevs av Scott LaGreca 1969. Calofulcinia oxynota ingår i släktet Calofulcinia och familjen Iridopterygidae. Inga underarter finns listade i Catalogue of Life.